# Revolution (motorfietsmerk)

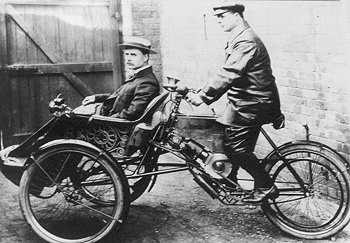
de watergekoelde Stevens-motor in een Wearwell-Stevens-Motette forecar uit 1903. De passagier is de ontwikkelaar van de motor, Harry Stevens.

Revolution (ook wel: New Revolution) is een Brits historisch merk van motorfietsen.
De bedrijfsnaam was: New Revolution Cycle Co. Ltd., Birmingham.
Revolution leverde al in 1904 eenvoudige motorfietsen met een 2½pk-NRCC-inbouwmotor met een zelf ontwikkelde carburateur. Voor Britse begrippen was dat erg vroeg, want in dat land bestond door de ontmoedigende wetgeving nog geen motorindustrie van betekenis. Voor zover ze bestond werd vooral gebruik gemaakt van inbouwmotoren van het Europese vasteland, waar de ontwikkeling veel verder was.
In 1905 voegde men een forecar toe, de Revolette, nu voorzien van een watergekoelde Stevens-inbouwmotor. Deze motor was door Harry Stevens ontwikkeld uit een Mitchell-stationaire motor en vormde de basis voor het latere merk AJS.
De productie van Revolution/New Revolution eindigde in 1906.